# Yitzhak Ben-Aharon
Yitzhak Ben-Aharon (în ebraică (יצחק בן-אהרן (נוסבוים) (n. 17 iulie 1906, Bosanci, Bucovina (astăzi parte a României) - d. 19 mai 2006) a fost un politician și ideolog socialist israelian originar din România, care a deținut funcția de secretar general al Confederației Generale a Muncitorilor, principalul sindicat din Israel, ministru al transporturilor (1959-1962) și deputat în Knesset-ul (Parlamentul) statului Israel. A fost laureat al Premiului de stat Israel- Premiul Israel.

## Începuturile carierei
Ben-Aharon s-a născut la data de 17 iulie 1906 în satul Bosanci de lângă Suceava, în regiunea Bucovina din Imperiul Austro-Ungar (astăzi parte a României). A absolvit liceul la Cernăuți și a studiat apoi la Școala Superioară de Studii Politice din Berlin (Germania). Reîntors în România, Ben-Aharon a devenit unul din conducătorii mișcărilor de tineret HaShomer Hatzair și “Ha’Halutz” din această țară.
În anul 1928 a emigrat în Palestina (Țara Israel) aflată sub mandat britanic. În anul 1933, devine membru al kibbutz-ului Giva'at Haim și după scindarea din anul 1952 a Mișcării Kibbutz HaMeuchad (unde activa din momentul imigrării), a rămas ca membru al mișcării originale, anti-revizioniste a Kibbutz-urilor, Giva'at Haim Meuchad, până la sfârșitul vieții.
Între anii 1932-1938, a fost secretar al Consiliului Muncitorilor din orașul Tel Aviv. În vara anului 1935, a îndeplinit timp de câteva luni funcția de trimis al Organizației Halutz în Germania nazistă până la expulzarea sa de către Gestapo. În perioada 1938-1939, a fost secretar al Partidului Mapai. În anul 1940, s-a înrolat în Brigada Evreiască din Armata Britanică pentru a lupta împotriva Germaniei naziste în cel de-al doilea război mondial, fiind avansat succesiv până la gradul de maior.  A fost capturat ca prizonier de război pe frontul din Grecia în anul 1941, împreună cu alți soldați evrei din Palestina, fiind eliberați abia în anul 1945.

## Cariera politică
După război, s-a alăturat Partidului Achdut HaAvodá. A fost apoi arestat de către englezi la data de 29 iunie 1946 în cursul evenimentelor numite "Sâmbăta Neagră". După înființarea Partidului marxist Mapam în anul 1948 a devenit unul din liderii săi. După scindarea Partidului Mapam în anul 1954, el a devenit unul din liderii facțiunii denumite Partidul Unitatea Muncii (Achdut HaAvoda). În perioada 1969-1973, a deținut funcția de Secretar-General al Histadrutului (Confederația Generală a Sindicatelor din Israel).
A deținut funcția de deputat în Knesset-ul (Parlamentul) statului Israel în șapte rânduri, în perioadele 1949-1964 și 1969-1977. În această calitate, a fost membru al mai multor comitete parlamentare: Comitetul pentru Locuințe, Comitetul pentru Afaceri Externe și Apărare, Comitetul Financiar, Comitetul pentru Muncă, Comitetul pentru Educație și Cultură.
În perioada 17 decembrie 1959 - 28 mai 1962, Ben-Aharon  a deținut funcția de ministru al transporturilor în guvernul format de către David Ben Gurion, dar și-a dat demisia ca urmare a politicii guvernamentale pe care o considera anti-muncitorească.
Într-un articol din anul 1963 publicat în "La Merhav", Ben-Aharon a făcut apel la unificarea mișcărilor muncitorești din Israel pentru a preveni dezintegrarea lor. Ulterior, partidele muncitorești s-au unit candidând pe o listă unică, dar diferitele mișcări și partide ale kibbutz-urilor au rămas divizate. Ben Aharon a fost un critic deschis al prelungirii ocupării de către Israel a câtorva regiuni arabe, după Războiul de Șase Zile.
În anul 1977, s-a retras din viața politică, după venirea la putere a Partidului Likud, care a înlocuit Partidul Muncii la guvernare. După legendă, remarca sa a fost: "Dacă aceasta este voia poporului, atunci trebuie să schimbăm poporul". A continuat să-și exprime părerea critică și vederile pro-socialiste pentru tot restul vieții. De fapt, a spus că "nu era dispus sa respecte alegerea făcuta de popor, si poporul o va regreta"
A fost autorul mai multor cărți și articole, primind în anul 1995 Premiul Statului Israel pentru "contribuția specială la fondarea statului Israel și a societății israeliene". Yitzhak Ben-Aharon a decedat la data de 19 mai 2006 în kibbutz-ul său. Ben-Aharon și-a donat corpul științei.
Printre cărțile scrise de Ben-Aharon menționăm: 
- Să ascultăm cu atenție (1947)
- Calea de început a schimbării (1948)
- Lupta pentru schimbare (1972)
- În mijlocul furtunii (1977)
- Regimul mesianic: sfârșitul drumului (1988)
- Pagini din calendar (1994)
- celebrul articol Curajul schimbării înaintea unui dezastru.

## Aprecieri ale liderilor israelieni la moartea sa
Referitor la moartea lui Ben-Aharon, Moshe Katsav, președintele Israelului, a afirmat că: "Statul Israel a pierdut pe unul dintre fondatorii săi și un om de un mare caracter social". Primul-ministru Ehud Olmert a spus că "Statul Israel a pierdut pe unul dintre giganții săi, un adevărat sionist și un ideolog onest, care timp de zeci de ani nu a ezitat să-și exprime vederile sale unice și influente". Vicepremierul și ministrul dezvoltării zonelor Negev și Galileia, Shimon Peres a declarat că: "Unul dintre părinții spirituali ai mișcării muncitorești din Israel ne-a părăsit". Ministrul apărării, Amir Peretz, a afirmat: "astăzi, unul dintre giganții statului Israel ne-a părăsit. Dacă este vreun om despre care să se spună că a fost unul dintre titanii generației sale, acesta este Yitzhak Ben-Aharon".

## Funcții publice în Israel
Yitzhak Ben-Aharon a deținut următoarele funcții publice:
- deputat în Knesset din partea Partidului Muncitorilor Uniți, Ahdut Ha`avoda - Poalei Zion (1949-1964 și 1969-1977)
- ministru al transporturilor (17 decembrie 1959 - 28 mai 1962)